# آماچی ایگو
آماچی ایگو (انگلیسی: Amaechi Igwe؛ زادهٔ ۲۰ مهٔ ۱۹۸۸) بازیکن فوتبال اهل ایالات متحده آمریکا است.
از باشگاه‌هایی که در آن بازی کرده‌است می‌توان به باشگاه فوتبال اینگولشتات ۰۴ و نیوانگلند رولوشن اشاره کرد.
وی همچنین در تیم‌های ملی فوتبال United States U-17 men's national soccer team و United States U-20 men's national soccer team بازی کرده‌است.